# Cryptachaea oblivia
Cryptachaea oblivia là một loài nhện trong họ Theridiidae.
Loài này thuộc chi Cryptachaea. Cryptachaea oblivia được Octavius Pickard-Cambridge miêu tả năm 1896.